# WWE Network
WWE Network — стриминговый сервис, принадлежащий WWE. Сетка вещания WWE Network состоит из 24-часового потокового вещания программ из библиотеки WWE, также предоставляется доступ к любой записи, входящей в библиотеку по запросу.
Начиная с 2021 года WWE начала постепенно закрывать WWE Network как самостоятельный сервис на некоторых рынках, передавая свою библиотеку контента локальным стриминговым сервисам, принадлежащим местным правообладателям (таким как Peacock в США, Binge в Австралии и Disney+ на некоторых азиатских рынках). В 2024 году WWE объявила о заключении 10-летнего соглашения с Netflix, которое включает в себя международные права на все еженедельные шоу WWE, Premium Live Events, оригинальные сериалы и предстоящие проекты с 2025 года. В результате с 1 января 2025 года WWE Network прекратил самостоятельную работу в подавляющем большинстве оставшихся стран. В течение неопределенного периода времени он будет продолжать работать на небольшом количестве территорий, где контракт с Netflix не вступит в силу немедленно из-за ранее существовавших соглашений.

## Запуск
В сентябре 2011 года WWE официально объявила о планах по запуску WWE Network в качестве традиционного платного телеканала. 8 января 2014 года WWE объявила о запуске сети в США с 24 февраля в качестве онлайн-сервиса потокового видео. В течение недели после запуска пользователям был предложен бесплатный тестовый период. 31 июля компания заявила, что ожидается, что сервис начнет работать в Австралии, Канаде, Новой Зеландии, Гонконге, Сингапуре, Мексике а также в других странах, начиная с 17 августа. Запуск в Великобритании и Ирландии состоялся на неделю раньше, чем планировалось.
Логотип, первоначально используемый для WWE Network, в августе 2014 года стал официальным логотипом WWE.
На март 2017 года WWE Network доступен для подписки из большинства стран мира, за исключением Китая, Северной Кореи, Кубы, Ирана, Сирии и нескольких стан Африки.
Сервис доступен в России, однако жители Крыма могут иметь проблемы с доступом из-за запрета экспорта американских товаров, технологий и продажу и поставку услуг в Крым. Начиная с апреля 2016 года часть PPV WWE доступны в WWE Network с русскоязычной озвучкой, комментаторами являются Моти Марголин и Жан Померанцев.
1 июня 2020 года WWE Network запустила бесплатный уровень подписки с 15 000 часов контента, который включает доступ к последнием эпизодам её еженедельных программ, а также к таким оригинальным шоу, как Raw Talk, Monday Night War, and Ride Along.

## Платформы
Доступ к Network возможен с официального сайта, из приложений для смартфонов, ТВ-приставок, игровых консолей:
- Android
- iOS
- Apple TV
- PlayStation 3
- PlayStation 4
- Roku
- Smart TV
- Xbox 360
- Xbox One

## Пользователи
Сервис достиг 1 млн абонентов 27 января 2015 года, менее чем за год с момента запуска, и WWE заявила, что она является «самым быстрорастущим цифровым сервисом». В апреле 2016, WWE сообщило, что на сервис подписано 1,824 млн человек, 1,454 млн из которых имеют платный доступ. 434 000 подписчиков живут за пределами США. Стратегическая цель WWE — 2 млн подписчиков в США и полмиллиона за рубежом.

## Программы

#### Шоу рестлинга
- Все WWE PPV
- Эксклюзивные шоу WWE Network
- WWE NXT
- Пре-шоу к Raw, SmackDown и всем WWE PPV.
- WWE Talking Smack
- WWE Raw Talk
- WWE 205 Live
- WWE Main Event
- WWE Cruiserweight Classic
- WWE United Kingdom Championship Tournament

#### Документальные фильмы
- WWE Original Specials
- WWE Beyond the Ring
- WWE 24
- Breaking Ground

#### Шоу
- The Edge and Christian Show That Totally Reeks of Awesomeness
- First Look
- Stone Cold Podcast
- This Week in WWE
- Bring It to the Table
- WWE Ride Along
- WWE Breaking News
- Unfiltered with Renee Young
- Table for 3
- Swerved
- Camp WWE
- WWE Story Time
- Holy Foley!

#### Архивные шоу
- Все прошлые PPV от WWE, WCW и ECW
- Записи Raw and SmackDown с задержкой в месяц
- Некоторые эпизоды World Class Championship Wrestling с 1982—1983 и 1985—1987
- Все эпизоды ECW Hardcore TV
- Все эпизоды ECW on TNN
- Все эпизоды WCW Clash of the Champions
- Все эпизоды WCW Monday Nitro
- Все эпизоды Saturday Night’s Main Event и WWF The Main Event
- Все эпизоды Raw
- Все эпизоды SmackDown
- Некоторые эпизоды WWE Superstars с 2014—2016
- Все эпизоды сезонов 1-5 of Total Divas
- Все эпизодыTotal Bellas
- Все эпизоды WWE Tribute to the Troops
- Все церемонии WWE Hall of Fame
- Некоторые эпизоды WWE Classics on Demand
- Некоторые эпизоды Tuesday Night Titans с 1984—1985
- Некоторые эпизоды WWF Prime Time Wrestling с 1986—1987
- Все эпизоды WWE Tough Enough
- Все эпизоды WCW Saturday Night с 1985 по 1989
- Некоторые эпизоды Smoky Mountain Wrestling с 1994
- Некоторые эпизоды Mid-South Wrestling с 1982—1986
- Некоторые эпизоды AWA Championship Wrestling с 1986—1988
- Некоторые эпизоды Global Wrestling Federation с 1990—1992